# Apollo 10 ½: Eine Kindheit im Weltraumzeitalter
Apollo 10 ½: Eine Kindheit im Weltraumzeitalter (Originaltitel Apollo 10 ½: A Space Age Childhood) ist ein animierter Science-Fiction-Film von Richard Linklater, der im März 2022 beim South by Southwest Film Festival seine Premiere feierte und am 1. April 2022 weltweit in das Programm des Streamingdienstes Netflix aufgenommen wurde.

## Handlung

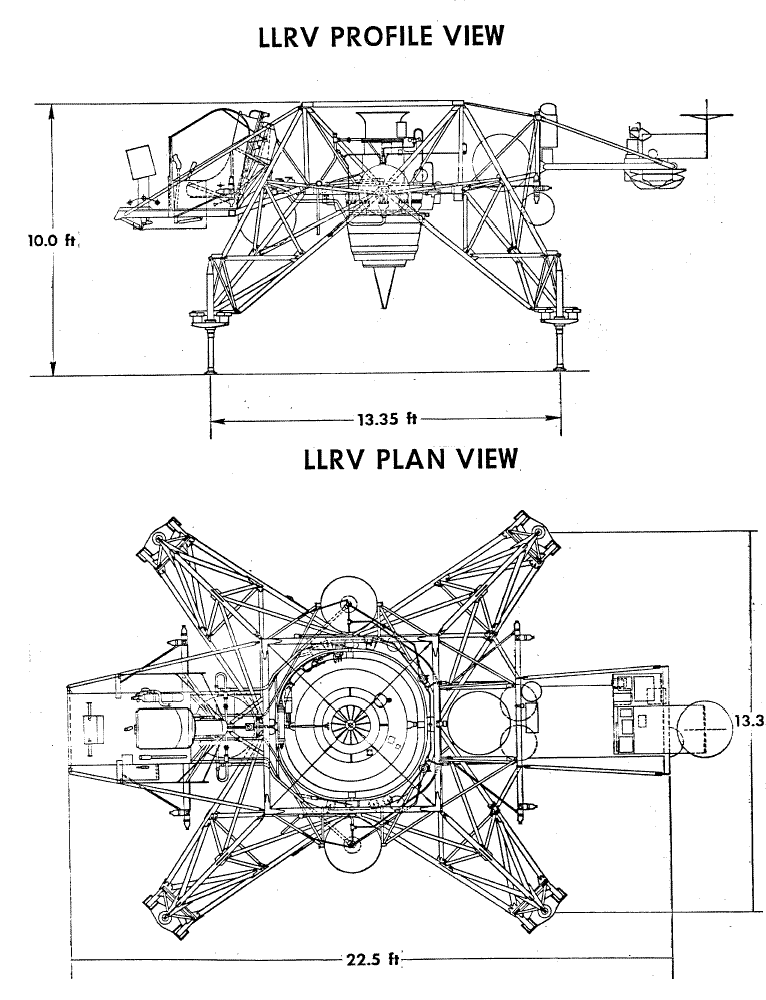
Weil das Lunar Landing Training Vehicle für die Apollo-11-Mission versehentlich zu klein konstruiert wurde, soll Stan dieses testen

Als im Sommer 1969 die Astronauten Neil Armstrong, Buzz Aldrin und Michael Collins im Rahmen der Raumfahrtmission Apollo 11 auf dem Mond landen sollen, ist das nicht nur für die Besatzung und die Missionskontrolle ein großer Moment. Auch der Raumfahrt-begeisterte Stanley, genannt Stan, wird in seinen Vorstellungen vom intergalaktischen Reisen beflügelt. Der 10-jährige lebt mit seinen Eltern und seinen fünf älteren Geschwistern in einem Vorort von Houston in Texas ganz in der Nähe der NASA.
Weil das Lunar Landing Training Vehicle der ersten Generation zu klein konstruiert ist, wird Stan von den NASA-Agenten Bostick und Kranz rekrutiert, es in einer streng geheimen Mission zum Mond zu fliegen, damit Apollo 11 mit der großen Version der Mondlandefähre an Bord unbedenklich gestartet werden kann. Der Viertklässler hat genau die richtige Größe. Da das Schuljahr endete, erklärt man seine kurze Zeit der Abwesenheit mit einem Stipendium, das Stan bekommen hat. Er hat sich zur Geheimhaltung verpflichtet und darf daher nicht einmal seinen Eltern oder seinen Geschwistern davon erzählen.
Während viele Hunderte von Millionen anderer Menschen auf der ganzen Welt die Mondlandung auf dem Fernseher verfolgen, verschläft Stan nach seiner eigenen Mission schließlich diesen großen Moment.

## Produktion

### Filmstab und Besetzung
Regie führte Richard Linklater, der auch das Drehbuch schrieb und den Film gemeinsam mit Mike Blizzard, Bruno Felix, Tommy Pallotta und Femke Wolting produzierte. Der Film ist von der Kindheit des Regisseurs in Houston inspiriert.
Auf der Besetzungsliste finden sich die Schauspieler Jack Black in der Rolle des erwachsenen Stan, Zachary Levi und Glen Powell in den Rollen der NASA-Mitarbeiter Kranz und Bostick, Josh Wiggins, Milo Coy, Lee Eddy, Bill Wise, Natalie L’Amoreaux, Jessica Brynn Cohen, Sam Chipman und Danielle Guilbot.

### Dreharbeiten und Animation
Die Dreharbeiten fanden vor dem Corona-Lockdown im Jahr 2020 statt. Die vor Greenscreens erfolgten Live-Action-Aufnahmen wurden hiernach in einem fast zwei Jahre dauernden Prozess zu Animationen verarbeitet. Dabei verwendete Linklater den Rotoskop-Animationsstil, den er zwei Jahrzehnte zuvor in Waking Life und später in A Scanner Darkly einsetzte, jedoch erheblich weiterentwickelte. Dabei wurden reale Spielszenen nachträglich mit Hilfe von Motion Capture übermalt und animiert. Die Mimik der Schauspieler konnte so eingefangen und überzeichnet und die Farbgebung des Originalmaterials bearbeitet werden.

### Verwendete Musik
Der Film verwendet Musik aus der Zeit, in der er spielt, darunter der Song The Shape of Things to Come aus dem Film Wild in the Streets von 1968, Aquarius aus dem Musical Hair aus dem gleichen Jahr, Out of Limits von The Marketts und das Psychedelic-Rock-Stück Astronomy Domine von Pink Floyd, die beide etwas früher entstanden. Im Abspann ist der Song Rocket Ship der texanischen Musikerin Kathy McCarty aus dem Jahr 1995 zu hören.

### Marketing und Veröffentlichung
Im Sommer 2020 erwarb Netflix die Rechte am Film. Die Weltpremiere erfolgte am 13. März 2022 beim South by Southwest Film Festival. Der erste Trailer wurde kurz zuvor vorgestellt. Am 1. April 2022 nahm der Streamingdienst den Film weltweit in sein Programm auf.

## Rezeption

### Kritiken
Der Film konnte bislang 91 Prozent der bei Rotten Tomatoes aufgeführten Kritiker überzeugen und erhielt hierbei eine durchschnittliche Bewertung mit 8 von 10 möglichen Punkten. Auf Metacritic erhielt der Film einen Metascore von 79 von 100 möglichen Punkten.

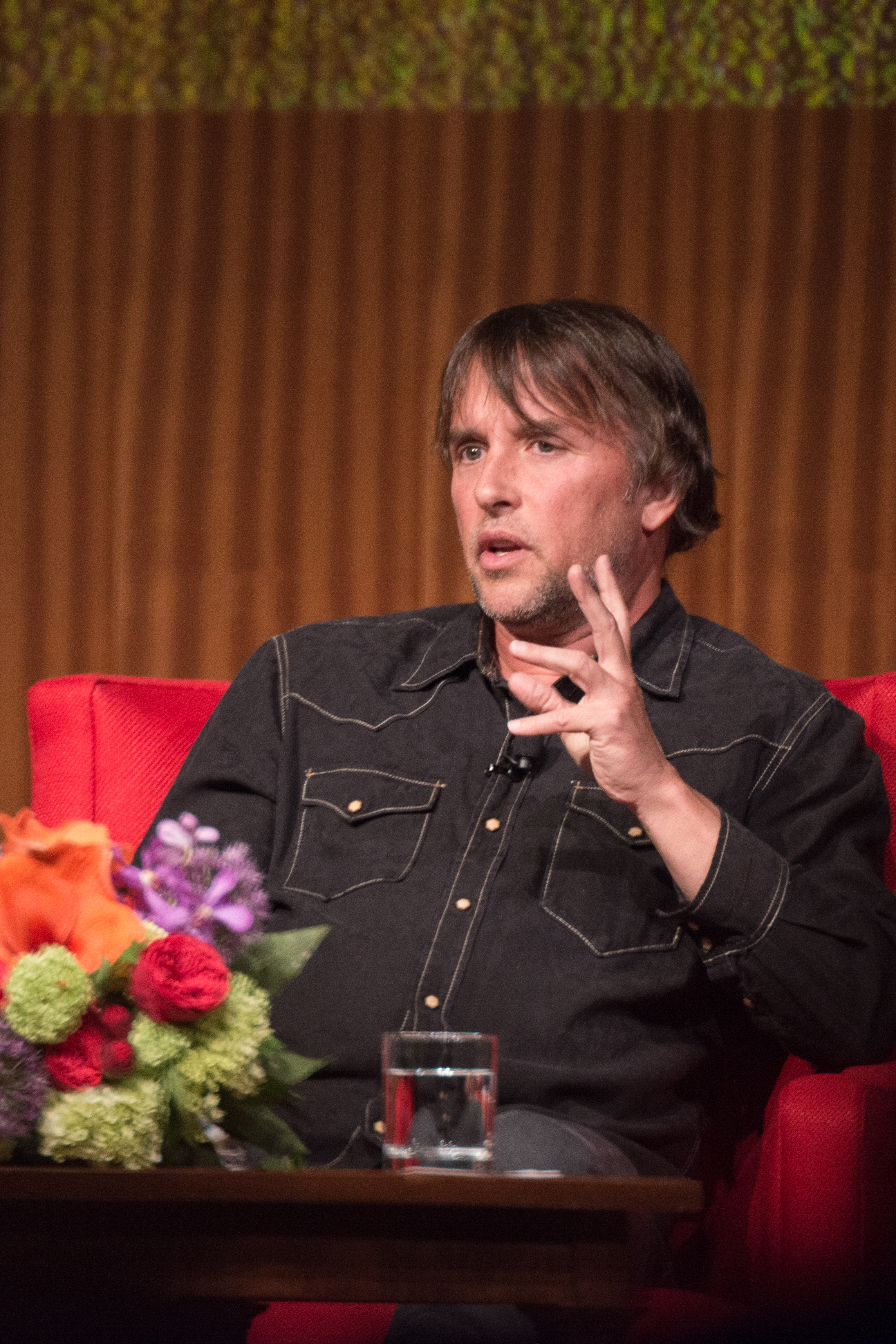
Regisseur Richard Linklater

Peter Debruge von Variety schreibt, Apollo 10 ½ sei vor allem ein Nostalgietrip für US-Amerikaner, die während der Mondlandung vor ihren Fernsehern saßen, als das Land eine seiner größten wissenschaftlichen Errungenschaften vollbrachte. Der Film sei aber, vollgepackt mit alltäglichen Details darüber, wie das Leben damals war, auch ein Teleportationsgerät für diejenigen, die dies nicht konnten, und damit eher eine Zeitreise-, denn eine Weltraumgeschichte. Was auch Filme wie Dazed and Confused und Everybody Wants Some!! ausmachte, sei es Richard Linklaters großes Talent, die Vergangenheit einzufangen. Der Stil von Apollo 10 ½ erinnert Debruge an Mike Judges Fernsehserie King of the Hill, besonders wegen Stans Bier trinkenden Vaters. Dennoch sei der Film viel heller als Linklaters Rotoskop-Experimente Anfang der 2000er Jahre.
Sofia Glasl vom Filmdienst beschreibt Apollo 10 ½ als ein multimediales Erinnerungsalbum und erklärt, Linklater setze ohne großen Handlungsbogen alle Erinnerungsschnipsel zu einer Collage zusammen, und gerade diese nur lose verknüpften Augenblicke seien es, die den überraschenden Effekt erzeugen, etwas Unwirklichem, ja Futuristischem, beizuwohnen. Dabei gebe der Regisseur die 1960er-Jahre nicht so wieder, wie sie waren, sondern zeige selbstreflexiv und bisweilen selbstironisch das, was seine Erinnerung daraus gemacht hat. Damit hebele er auch die nostalgische Verklärung ähnlicher Kindheitserinnerungen aus und halte sich an eine Philosophie, die auch schon in seinen früheren Filmen von Slacker bis zu Boyhood durchschien: „Erinnerung ist immer auch eine Neuinterpretation der Vergangenheit, nicht im geschichtsrevisionistischen Sinne, sondern in der subjektiven Weltaneignung, die letztlich jeder Identität vorausgeht.“ Habe in Waking Life die Animationstechnik dazu gedient, den Übergang von der Realität zu den Traumsequenzen zu glätten und sei in A Scanner Darkly dieses Verfahren genutzt worden, um Drogendelirien psychedelisch ineinander wabern zu lassen, mache Linklater in Apollo 10 ½ die Rotoskopie zur visuellen Standardeinstellung seiner persönlichen Erinnerung.

### Oscar-Disqualifikation
Apollo 10 ½ sollte bei der Oscarverleihung 2023 in der Kategorie Bester animierter Spielfilm eingereicht werden. Anfang Juli 2022 lehnte das für Animationsfilme zuständige Komitee der Academy of Motion Picture Arts and Sciences (AMPAS) das Werk ab, da die verwendeten Animationstechniken nicht den Kategorie-Regeln entsprächen. Realfilmmaterial sei für Apollo 10 ½ umfangreich verwendet worden. Linklater und Netflix legten Mitte September Berufung gegen diese Entscheidung ein. Die kritisierte Rotoskop-Technik sei in weniger als 20 Prozent des Films zur Anwendung gekommen und nur für die Umrisse der Figuren genutzt worden. Linklater kritisierte die Disqualifikation und prognostizierte negative Auswirkungen in der Animationsbranche für solche Art von Filmen. Auch verwies er auf die Oscar-nominierten Produktionen The Spine of Night (2021) und Loving Vincent (2017) die technisch ähnlich realisiert worden seien.

### Einsatz im Unterricht
Das Onlineportal kinofenster.de empfiehlt den Film ab der 7. Klasse für die Unterrichtsfächer Englisch, Geschichte, Physik, Deutsch und Kunst und bietet Materialien zum Film für den Unterricht. Dort schreibt Jan-Philipp Kohlmann, der Film biete sich hervorragend für eine Auseinandersetzung mit der Mondlandung im Unterricht an. Weil Apollo 10 ½ den Fokus auf Kindheitserfahrungen legt und der Voice-Over-Kommentar die Bedeutung der NASA erläutert, könne der Film auch für Schülerinnen und Schüler mit wenig Vorwissen zur Annäherung an die Thematik dienen. Die Rotoskopie-Technik und die Ästhetik der Animationen könnten im Plenum am Beispiel der Exposition analysiert und die Frage diskutiert werden: „Wie markiert Linklater die Unzuverlässigkeit von Erinnerungen?“ Hier könnten die Schülerinnen und Schüler diskutieren, was Stanleys Mutter zu ihrem Mann sagt, nachdem der Junge die Mondlandung vor dem Fernseher verschlafen hat: „Du weißt doch, wie das Gedächtnis funktioniert [...] Am Ende wird er so oder so denken, er habe alles gesehen.“

### Auszeichnungen
Apollo 10 ½ war beim South by Southwest Film Festival 2022 in der Sektion Headliners für den Publikumspreis nominiert. Im Folgenden eine Auswahl von Nominierungen.
Chicago Film Critics Association Awards 2022
- Nominierung als Bester Animationsfilm[21]

Online Film Critics Society Awards 2023
- Nominierung als Bester Animationsfilm[22]